# Arabian Prince
Arabian Prince, właściwie Kim Renard Nazel (ur. 1964 w Inglewood) – amerykański raper i twórca muzyki electro hopu, były członek formacji N.W.A.
"Arabski Książę" będąc w szkole średniej tworzył mixtape'y, które puszczał w radiu "Kace", gdzie pracował jego ojciec. Był również DJ-em. Swoją oficjalną karierę rozpoczął w RapSur Records – wytwórni założonej przez Russ'a Parr'a i został członkiem grupy Bobby Jimmy & the Critters. Owa grupa wydała cztery albumy i jeden z najlepszymi hitami z lat 1986-1991 przed jej rozwiązaniem. Przez ten czas Prince zajął się DJ-ingiem i produkcją muzyczną z Egyptian Lover, L.A. Dream Team i World Class Wreckin' Cru. Ta praca zwróciła uwagę Dr. Dre tak samo jak i sceny klubowej Los Angeles i znalazła się na płycie Straight Outta Compton.
W 1988 Arabian Prince opuścił N.W.A i rozpoczął solową karierę. Jego debiutancki album Brother Arab z 1989, wypuszczony przez Orpheus Records nie odniósł sukcesu na liście Billboard 200. Po nim przyszły kolejne albumy, które również nie odniosły znaczącego sukcesu, Situation Hot (1990), The Underworld (1992) i Where's My Bytches (1995). W 1998 roku, wydał kompilację Greatest Hits.
Arabian Prince pojawił się ponownie produkując gry wideo dla FOX Interactive i Vivendi Universal około roku 2000. Obecnie jest właścicielem studia animacji 3D i firmy produkującej gry wideo.

## Dyskografia

### Solo
- Brother Arab (1989)
- Situation Hot (1990)
- The Underworld (1992)
- Where's My Bytches (1995)
- Greatest Hits (1998)
- Innovative Life: The Anthology (2008)

### Razem z Bobby Jimmy & the Critters
- Roaches: In the Beginning (1986)
- Black & Proud (1987)
- Hip-Hop Prankster (1990)
- Bobby Jimmy, You a Fool (The Best of Bobby Jimmy & the Critters) (1990)
- Erotic Psychotic (1991)

### Z N.W.A
- N.W.A. and the Posse (1987)
- Straight Outta Compton (1988)